# Luftfartsselskaber i Danmark
Dette er en liste over flyselskaber der pt. opererer i Danmark.
| Flyselskab                        | IATA | ICAO | Kaldesignal  | Grundlagt |
| --------------------------------- | ---- | ---- | ------------ | --------- |
| Air Alsie                         |      | MMD  | MERMAID      | 1989      |
| Air Seven (Under CAT)             |      | CAT  | AIRCAT       | 2019      |
| Cimber Sterling (tidligere)       | QI   | CIM  | CIMBER       | 1949      |
| Cowi Aerial Survey                |      |      | COWI         |           |
| Sun Air of Scandinavia            | EZ   | SUS  | SUNSCAN      | 1978      |
| Jettime                           |      | JTG  | JETTIME      | 2006      |
| Star Air                          | S6   | SRR  | WHITESTAR    | 1987      |
| Danish Air Transport              | DX   | DTR  | DANISH       | 1989      |
| Transavia Denmark ApS (tidligere) | PH   | TDK  | TDK          | 2009      |
| Bel Air Aviation                  |      |      |              | 1994      |
| Copenhagen Air Taxi               |      | CAT  | AIRCAT       | 1961      |
| Falck DRF Luftambulanse A/S       |      |      |              |           |
| Flexflight                        | W2   | FXT  | FLEXFLIGHT   | 2002      |
| Great Dane Airlines               |      |      |              | 2019      |
| Newcopter                         |      |      |              |           |
| Starling air                      |      |      |              |           |
| Sterling Airways                  | NB   | SNB  | STERLING     | 1962      |
| Thomas Cook Airlines Scandinavia  | DK   | VKG  | VIKING       | 2004      |
| Det Danske Luftfartselskab        |      |      |              | 1918      |
| Air Greenland                     | GL   | GRL  | GREENLAND    | 1960      |
| Atlantic Airways                  | RC   | FLI  | FAROELINE    | 1987      |
| North Flying                      | M3   | NFA  | NORTH FLYING | 1963      |
| Scandinavian Airlines             | SK   | SAS  | SCANDINAVIAN | 1946      |
| UNI-FLY                           |      |      |              |           |